# Relaciones México-Noruega
Las naciones de México y Noruega establecieron relaciones diplomáticas en 1906. Ambas naciones son miembros de las Naciones Unidas y la Organización para la Cooperación y el Desarrollo Económicos.

## Historia
Noruega reconoció a México después de que obtuvo su independencia de España en 1821. En ese momento, Noruega formaba parte de la Unión entre Suecia y Noruega. México y la Unión establecieron relaciones diplomáticas el 29 de julio de 1885 con la firma de un Tratado de Amistad, Navegación y Comercio. En 1905 La Unión se disolvió y Noruega se convirtió en una nación independiente. El 5 de abril de 1906, México estableció relaciones diplomáticas con Noruega.
En 1910 Noruega estableció una embajada en la Ciudad de México y unos años más tarde México estableció una embajada en Oslo. Durante la Segunda Guerra Mundial, México mantuvo relaciones diplomáticas con el gobierno noruego en el exilio. Después de la guerra, ambas naciones reabrieron sus embajadas, respectivamente.
En 1968, el príncipe heredero (y futuro Rey), Harald V de Noruega realizó una visita oficial a México. Desde la visita inicial, ha habido varias visitas de alto nivel entre ambas naciones. En junio de 2002, México cerró su embajada en Oslo debido a un ajuste presupuestario. En marzo de 2002, el Primer ministro noruego Kjell Magne Bondevik asistió al Consenso de Monterrey en la ciudad mexicana de Monterrey, donde se reunió con el presidente Vicente Fox. La embajada de México fue reabierta en 2014.
En 2011, la secretaria de Relaciones Exteriores de México, Patricia Espinosa, realizó una visita a Noruega. En 2017, el secretario de Relaciones Exteriores de México, Luis Videgaray Caso, también realizó una visita al país. En abril de 2018, la primera ministra noruega, Erna Solberg, realizó una visita a México y se reunió con el presidente Enrique Peña Nieto. Durante su estancia en México, ambos mandatarios dialogaron sobre el trabajo conjunto que realizan sus gobiernos para fortalecer el diálogo político e identificar nuevas oportunidades de colaboración en el ámbito energético y multilateral.
En febrero de 2023, la ministra de Asuntos Exteriores de noruega, Anniken Huitfeldt, realizó una visita a México y se reunió con su homólogo Marcelo Ebrard. En 2024, ambas naciones celebraron 118 años de relaciones diplomáticas.

## Visitas de alto nivel
Visitas de alto nivel de México a Noruega
- Secretaria de Relaciones Exteriores Patricia Espinosa (2011)
- Secretario de Relaciones Exteriores Luis Videgaray Caso (2017)
- Subsecretaria de Relaciones Exteriores Carmen Moreno Toscano (2023)

Visitas de alto nivel de Noruega a México
- Príncipe heredero (y actual Rey) Harald V de Noruega (1968)
- Primer ministro Kjell Magne Bondevik (2002)
- Príncipe heredero Haakon Magnus de Noruega (2009, 2012)
- Primer ministro Jens Stoltenberg (abril y diciembre de 2010)
- Ministro de Relaciones Exteriores Børge Brende (2015)
- Primera ministra Erna Solberg (2018)
- Secretario de Estado Jens Frølich Holte (2019)
- Ministra de Asuntos Exteriores Anniken Huitfeldt (2023)

## Acuerdos bilaterales
Ambas naciones han firmado varios acuerdos bilaterales, como un Acuerdo sobre intercambios culturales (1980); Acuerdo para Evitar la doble tributación y prevenga la evasión fiscal en materia de impuestos sobre la renta y sobre el patrimonio (1995); Acuerdo de Cooperación Agrícola (2000) y un Acuerdo de Cooperación de Pesca y Acuicultura (2018).

## Transporte
Hay vuelos directos entre el Aeropuerto Internacional de Cancún y el Aeropuerto de Oslo-Gardermoen con TUIfly Nordic.

## Relaciones comerciales
En 2001, México firmó un acuerdo de libre comercio con la Asociación Europea de Libre Comercio (lo cual incluye a Noruega). En 2023, el comercio bilateral entre México y Noruega ascendió a $407 millones dólares. Las principales exportaciones de México a Noruega incluyen: tubos y tuberías de hierro o acero, productos a base de níquel y aluminio, teléfonos y teléfonos móviles, maquinaria, fibra de vidrio, vehículos y partes, llantas de caucho, cerveza, alcohol, frutas y verduras. Las principales exportaciones de Noruega a México incluyen: productos químicos, níquel en bruto, ferroaleaciones, equipo eléctrico, maquinaria, mariscos, partes y accesorios de vehículos automotores, y equipo médico. Empresas multinacionales mexicanas como Cemex y Orbia operan en Noruega. La empresa noruega Norsk Hydro opera en México.

## Misiones diplomáticas residentes
- México tiene una embajada en Oslo.[17]
- Noruega tiene una embajada en la Ciudad de México.[18]

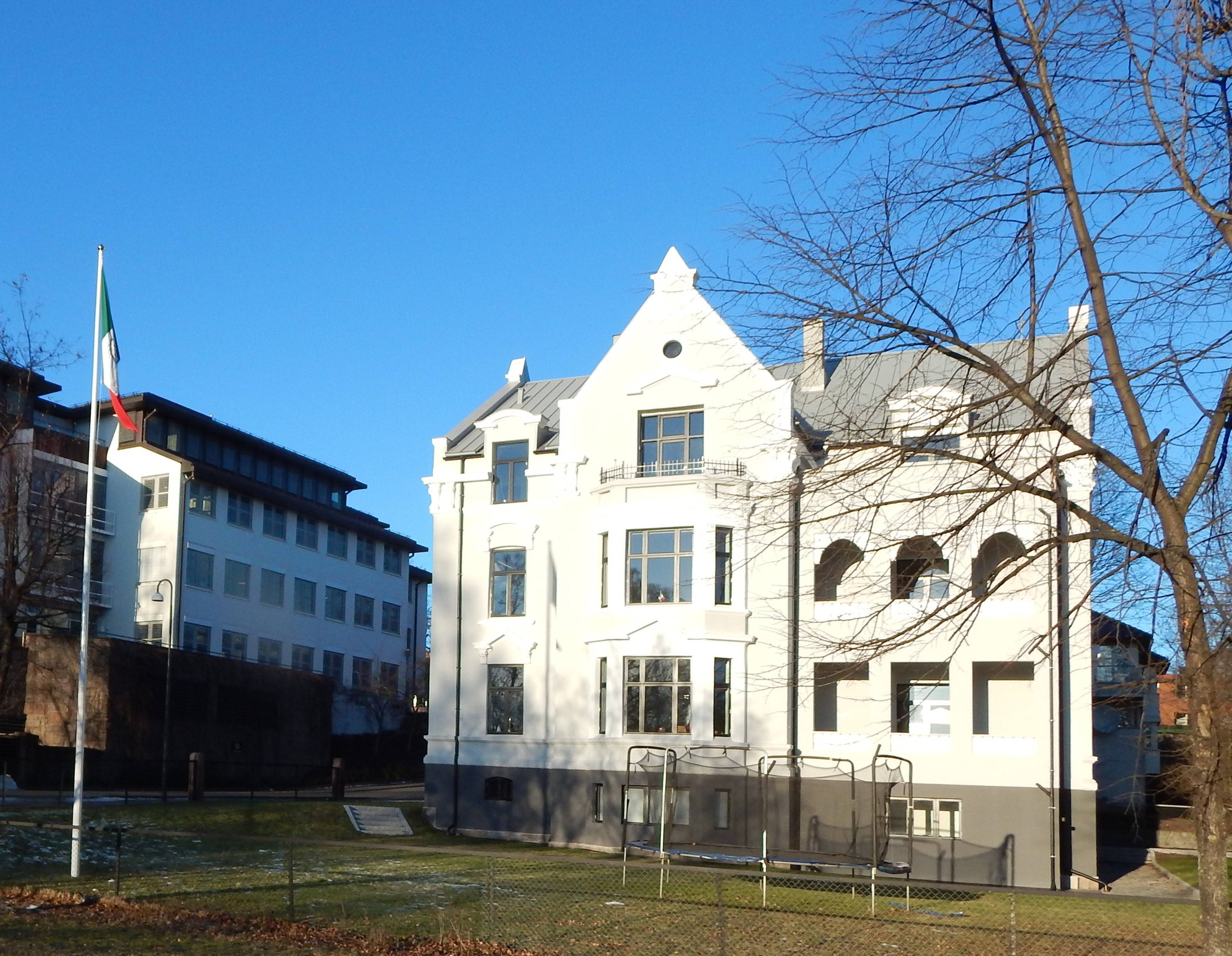
Embajada de México en Oslo
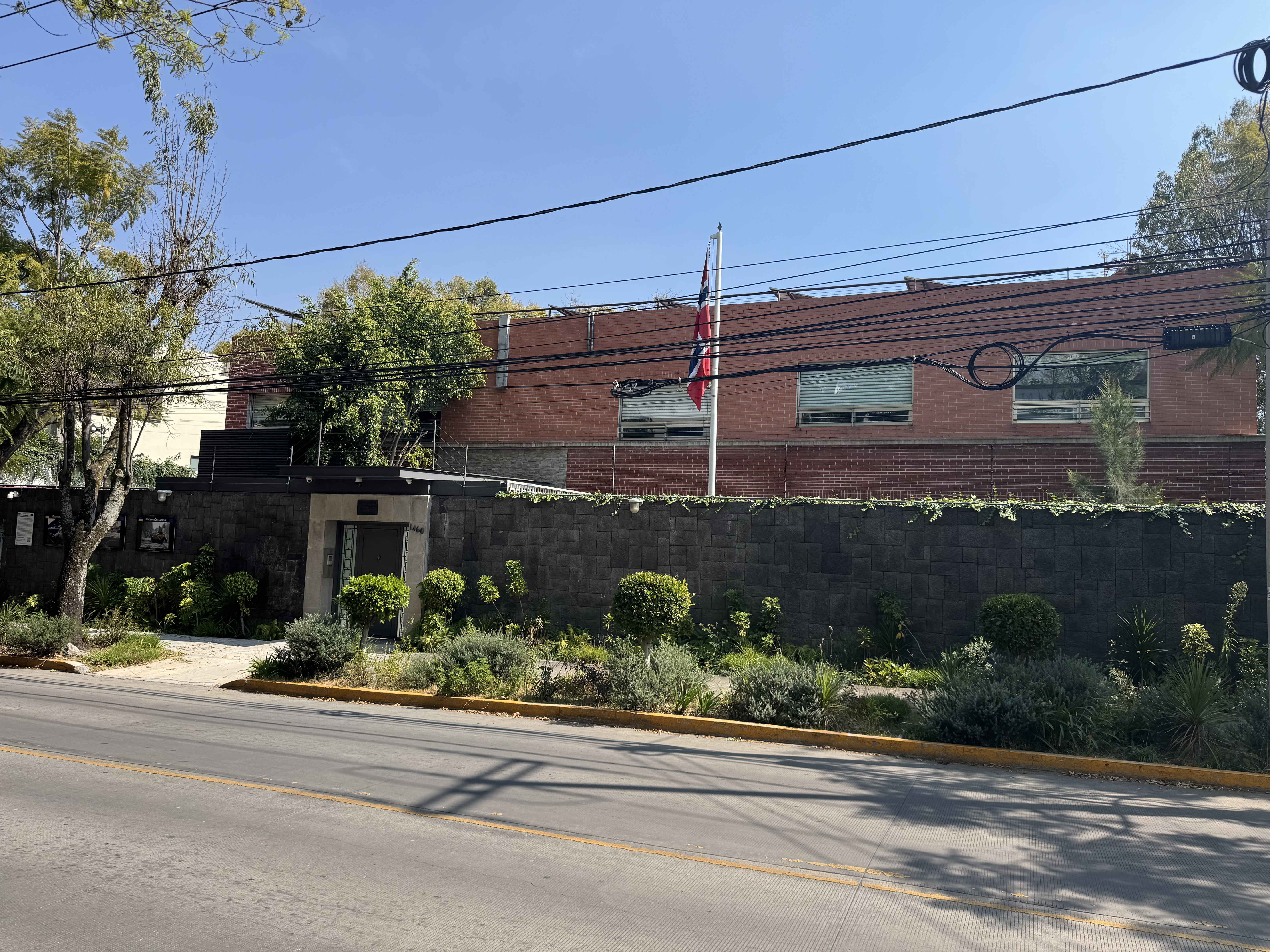
Embajada de Noruega en Ciudad de México